# Шорвју (Минесота)
Шорвју (енгл. Shoreview) град је у америчкој савезној држави Минесота.

## Демографија
По попису из 2010. године број становника је 25.043, што је 881 (-3,4%) становника мање него 2000. године.
| Група             | 2000.          | 2010.          |
| Белци             | 23.984 (92,5%) | 21.556 (86,1%) |
| Афроамериканци    | 261 (1,0%)     | 560 (2,2%)     |
| Азијати           | 946 (3,6%)     | 1.792 (7,2%)   |
| Хиспаноамериканци | 346 (1,3%)     | 541 (2,2%)     |
| Укупно            | 25.924         | 25.043         |